# Инчукалнский край
И́нчукалнский край (латыш. Inčukalna novads) — административно-территориальная единица в центральной части Латвии, в области Видземе до 1 июля 2021 года, частично вошёл в состав Сигулдского и Ропажского краёв. Край состоял из Инчукалнской волости и города Вангажи. Центром края являлся посёлок Инчукалнс.
Край был образован 1 июля 2009 года из части расформированного Рижского района.
Площадь края — 112,2 км². Граничил с Гаркалнским, Адажским, Сейским, Кримулдским, Сигулдским и Ропажским краями.

## Население
На 1 января 2010 года население края составляло 8518 человек.
Национальный состав населения края по итогам переписи населения Латвии 2011 года:
| Национальность | Численность, чел. (2011) | %        |
| -------------- | ------------------------ | -------- |
| Латыши         | 4539                     | 57,20 %  |
| Русские        | 2536                     | 31,96 %  |
| Белорусы       | 271                      | 3,42 %   |
| Украинцы       | 251                      | 3,16 %   |
| Поляки         | 124                      | 1,56 %   |
| Литовцы        | 60                       | 0,76 %   |
| Другие         | 154                      | 1,94 %   |
| всего          | 7935                     | 100,00 % |

## Территориальное деление
- город Вангажи (латыш. Vangažu pilsēta)
- Инчукалнская волость (латыш. Inčukalna pagasts)